# Eugène Alcan
Pour les articles homonymes, voir Alcan (homonymie).
Eugène Alcan, né le 7 décembre 1811 à Paris et mort le 2 avril 1899 à Paris 7e, est un littérateur, peintre et poète juif français, qui a embrassé le christianisme catholique romain.
Il est le frère d'Alphonse Alkan, mais la raison de la différence dans l'orthographe du nom de famille n'a jamais été expliquée.

## Ouvrages
Alcan est l'auteur des ouvrages suivants :
- 1879 : La Légende des âmes : Souvenirs de quelques conférences de Saint-Vincent de Paul
- 1882 : La Flore printanière : Souvenir du berceau et de la première enfance
- 1884 : La Flore du Calvaire : Traits caractéristiques de quelques voies douloureuses
- 1887 : Les Cannibales et leur temps : Souvenirs de la campagne de l'Océanie, sous le commandant Marceau, capitaine de frégate
- 1890 : Les Grands Dévouements et l'impôt du sang
- 1892 : Récits instructifs du Père Balthazar
- 1895 : Les Lunettes de bon papa grand-père, monologue
- 1895 : Le Petit Doigt de grand'mère : Le Renard et le Corbeau